# Sangseo-myeon, Hwacheon-gun
Sangseo-myeon (koreanska: 상서면) är en socken i kommunen Hwacheon-gun i provinsen Gangwon i den norra delen av Sydkorea, 90 km nordost om huvudstaden Seoul.